# Roeselia nivalis
Roeselia nivalis är en fjärilsart som beskrevs av Caradja 1935. Roeselia nivalis ingår i släktet Roeselia och familjen trågspinnare. Inga underarter finns listade.